# Hunter Street
Hunter Street is een Engelstalige remake van de Nederlandse Nickelodeon-serie De Ludwigs. De serie ging op 11 maart 2017 in première en begon met een special. De officiële start van de serie begon op 13 maart 2017 en er werden fragmenten getoond van de special in de eerste aflevering.  

## Verhaal
Max is langs vele pleeggezinnen geweest, maar deze keer gaat hij naar het Ludwigs-gezin. De Ludwigs wonen in een grachtenpand in Amsterdam. De pleegouders Erik en Kate zijn plotseling op mysterieuze wijze verdwenen. De vijf pleegkinderen: Max (Benny), Sal (Sam), Tess (Yara), Anika (Anoosha) en Daniel (Daniel) moeten uitzoeken wat er met hun pleegouders is gebeurd. Na vele zoektochten in het huis en in Amsterdam zijn ze veel dingen te weten gekomen over families, vijanden en ze beleven nog veel avonturen.

## Seizoenen
| Seizoen | Afleveringen | Uitzendingen                       |
| ------- | ------------ | ---------------------------------- |
| 1       | 20           | 11 maart 2017 – 7 april 2017       |
| 2       | 20           | 29 januari 2018 - 23 februari 2018 |

### Specials
| Special | Afleveringen | Uitzendingen  |
| ------- | ------------ | ------------- |
| 1       | 1            | 11 maart 2017 |

## Afleveringen

### Seizoen 1 (2017)
| Aflevering (Seizoen) | Aflevering (Serie) | Titel                      | Uitzenddatum  |
| -------------------- | ------------------ | -------------------------- | ------------- |
| 1                    | 1                  | The New Hunter             | 11 maart 2017 |
| 2                    | 2                  | Saganash                   | 13 maart 2017 |
| 3                    | 3                  | The Secret Room            | 14 maart 2017 |
| 4                    | 4                  | Principal                  | 15 maart 2017 |
| 5                    | 5                  | Rinus                      | 16 maart 2017 |
| 6                    | 6                  | The Key                    | 20 maart 2017 |
| 7                    | 7                  | The Blue Diamond           | 21 maart 2017 |
| 8                    | 8                  | MGP                        | 22 maart 2017 |
| 9                    | 9                  | Aunt Hedwig & Uncle Eugene | 23 maart 2017 |
| 10                   | 10                 | Contact                    | 24 maart 2017 |
| 11                   | 11                 | The Relatives              | 27 maart 2017 |
| 12                   | 12                 | The Red Diamond            | 28 maart 2017 |
| 13                   | 13                 | Cassandra's Map            | 29 maart 2017 |
| 14                   | 14                 | Anika's Birthday           | 30 maart 2017 |
| 15                   | 15                 | The Maze                   | 31 maart 2017 |
| 16                   | 16                 | Undercover                 | 3 april 2017  |
| 17                   | 17                 | Sophie                     | 4 april 2017  |
| 18                   | 18                 | Bruhl                      | 5 april 2017  |
| 19                   | 19                 | Almost Back                | 6 april 2017  |
| 20                   | 20                 | The Deed                   | 7 april 2017  |

## Personages namen verschillen
De personages uit De Ludwigs hebben bij Hunter Street andere namen gekregen.
| (De Ludwigs) | (Hunter Street) |
| ------------ | --------------- |
| Benny        | Max             |
| Sam          | Sal             |
| Yara         | Tess            |
| Anoosha      | Anika           |
| Daniel       | Daniel          |

## Rolverdeling

### Hoofdpersonages
| Personage | Acteur/actrice        | Afleveringen | Seizoenen | Periode |
| --------- | --------------------- | ------------ | --------- | ------- |
| Max       | Stony Blyden          | 1-heden      | 1-heden   | 2017-   |
| Anika     | Kyra Smith            | 1-heden      | 1-heden   | 2017-   |
| Daniel    | Thomas Jansen         | 1-heden      | 1-heden   | 2017-   |
| Sal       | Daan Creyghton        | 1-heden      | 1-heden   | 2017-   |
| Tess      | Mae Mae Renfrow       | 1-heden      | 1-heden   | 2017-   |
| Jake      | Wilson Radjou-Pujalte | 2-heden      | 2018-     |         |
| Evie      | Kate Bensdorp         | 24-heden     | 2-heden   | 2018-   |
| Oliver    | Eliyha Altena         | 45-heden     | 3         | 2019    |
| Jasmyn    | Sarah Nauta           | 46-heden     | 3         | 2019    |

### Nevenpersonages
| Personage                | Acteur/actrice       | Afleveringen | Seizoenen | Periode |
| ------------------------ | -------------------- | ------------ | --------- | ------- |
| Erik Hunter              | Ronald Top           | 1-           | 1-heden   | 2017-   |
| Jennie                   | Alyssa Guerrouche    | 8            | 2         | 2017-   |
| Kate Hunter              | Tooske Ragas         | 1-           | 1-heden   | 2017-   |
| Tim                      | Barnaby Savage       | 1-           | 1-heden   | 2017-   |
| Simone Smith             | Yootha Wong-Loi-Sing | 2-           | 1-heden   | 2017-   |
| Bruhl                    | Cees Geel            | 1-           | 1-heden   | 2017-   |
| Rinus                    | Kees Hulst           | ?            | 1-heden   | 2017-   |
| Hedwig Hunter            | Debra Mulholland     | ?            | 1-heden   | 2017-   |
| Josephine Hunter         | Geerteke van Lierop  | ?            | 1-heden   | 2017-   |
| Eugene Hunter            | Peter Bolhuis        | ?            | 1-heden   | 2017-   |
| Sophie                   | Zoë Harding          | ?            | 1-heden   | 2017-   |
| Headmistress Clutterbeek | Eva Van Der Gucht    | ?            | 1-heden   | 2017-   |
| Museum Visitor           | Anke van 't Hof      | ?            | 1-heden   | 2017-   |
| Spooky Pete              | Billy Holly          | ?            | 1-heden   | 2017-   |
| Mr. Kittredge            | Gürkan Küçüksentürk  | ?            | 1-heden   | 2017-   |
| Peter Peters             | Kes Baxter           | ?            | 1-heden   | 2017-   |
| Josh                     | Reiky de Valk        | ?            | 4         | 2021    |

### Gastpersonages
| Personage       | Acteur/actrice      | Afleveringen | Seizoenen | Periode   |
| --------------- | ------------------- | ------------ | --------- | --------- |
| Onbekend        | Liora Kats          | 1-           | 1-heden   | 2017-     |
| Onbekend        | Amedeo Feingold     | 1-           | 1-heden   | 2017-     |
| Onbekend        | Jane Norman         | 1-           | 1-heden   | 2017-     |
| Onbekend        | Dawn Mastin         | 1-           | 1-heden   | 2017-     |
| Kelly (vlogger) | Aliyah Kolf         | 1-           | 1-heden   | 2017-     |
| Onbekend        | Thelmon Galloway    | 1-           | 1-heden   | 2017-     |
| Onbekend        | Rob Andrist Plourde | 1-           | 1-heden   | 2017-     |
| Onbekend        | Rouke Jacht         | 1-           | 1-heden   | 2017-     |
| Onbekend        | Antonie Knoppers    | 1-           | 1-heden   | 2017-     |
| Onbekend        | Chip Bray           | 1-           | 1-heden   | 2017-     |
| Onbekend        | Daniel Kemna        | 1-           | 1-heden   | 2017-     |
| Onbekend        | Peggy Vrijens       | 1-           | 1-heden   | 2017-     |
| Onbekend        | Shane Redondo       | 1-           | 1-heden   | 2017-     |
| koerier         | Timo Ottevanger     | 3            | 1-2       | 2017-2018 |